# ANF Les Mureaux 113
ANF Les Mureaux 110 và các máy bay bắt nguồn từ nó là một dòng máy bay trinh sát của Pháp, được phát triển trong thập niên 1930. Chúng là loại máy bay một tầng cánh đặt cao, làm hoàn toàn bằng kim loại, có hai chỗ ngồi. Dòng máy bay này được sử dụng rộng rãi trong Trận chiến nước Pháp.

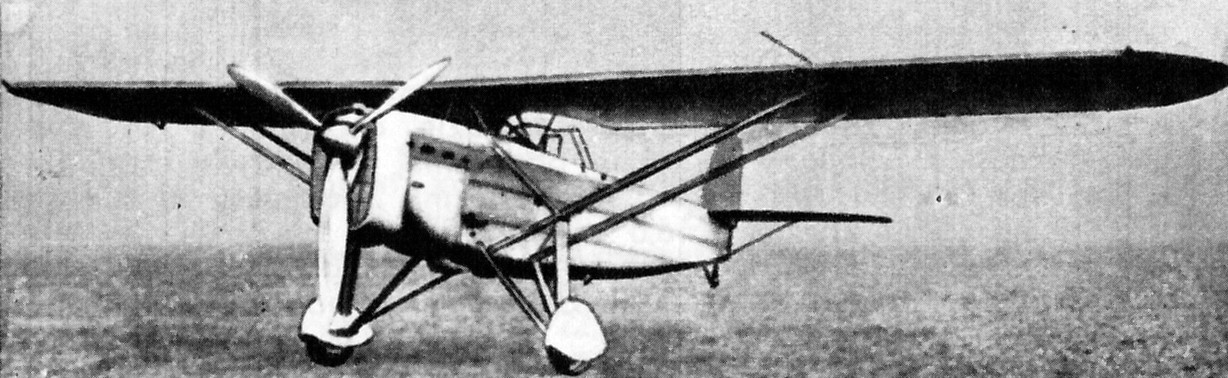
ANF Les Mureaux 115 R2

## Biến thể
- 110 – 2 mẫu thử để đánh giá, dùng động cơ Hispano-Suiza 12Nb.
  - 110A-2 – mẫu thử, dùng động cơ Hispano-Suiza 12Nb.
- 111 – 1 mẫu thử để đánh giá, dùng động cơ Hispano-Suiza 12Nb.
- 112 R2
  - 112 GR
- 113 R2
  - 113 CN
  - 113 GR
- 114 CN
- 115 R2B2
  - 115 R2
- 117 R2B2
- 119
- 200A.3

## Quốc gia sử dụng
Pháp
- Không quân Pháp

## Tính năng kỹ chiến thuật (115 R2B2)
Đặc điểm tổng quát
- Kíp lái: 2
- Chiều dài: 9,95 m (32 ft 7 in)
- Sải cánh: 15,4 m (50 ft 6 in)
- Chiều cao: 3,81 m (12 ft 6 in)
- Diện tích cánh: 34,9 m2 (375 ft2)
- Trọng lượng rỗng: 1.757 kg (3.874 lb)
- Trọng lượng có tải: 2.885 kg (6.360 lb)
- Powerplant: 1 × Hispano-Suiza 12Ycrs, 640 kW (860 hp)

Hiệu suất bay
- Vận tốc cực đại: 340 km/h (210 mph)
- Tầm bay: 1,000 km (620 dặm)
- Trần bay: 10.000 m (32.800 ft)

Vũ khí trang bị
- 1 pháo Hispano-Suiza HS.9 20 mm
- 4 súng máy MAC 34 7.5 mm
- 200 kg (440 lb) bom